# Lista de estações ferroviárias e apeadeiros em Portugal por divisão administrativa
Esta é uma lista de todas as estações ferroviárias e apeadeiros existentes na rede ferroviária portuguesa que estejam actualmente em serviço, categorizados pela linha ferroviária (ou ramal) em que se inserem e pelo local (segundo as três divisões administrativas portuguesas: distrito, concelho ou município, e freguesia) em que se encontram.
Algumas estações ou apeadeiros situam-se na fronteira entre duas freguesias (e, nalguns casos, até mesmo na fronteira entre dois municípios), situação em que se listam todas as divisões administrativas que abranjam mesmo que apenas uma parte da estação. Não há casos de estações ou apeadeiros na fronteira entre dois distritos.
Algumas estações pertencem ao entroncamento ou ao cruzamento de duas ou três linhas ou ramais ferroviários, situação em que se listam todas as linhas e ramais envolvidos.
| Estação ou apeadeiro                | Linha                                         | Distrito         | Concelho                   | Freguesia |
| ----------------------------------- | --------------------------------------------- | ---------------- | -------------------------- | --- |
| Lisboa - Santa Apolónia             | Linha do Norte                                | Lisboa           | Lisboa                     | São Vicente |
| Braço de Prata                      | Linha do Norte Linha de Cintura               | Lisboa           | Lisboa                     | Marvila |
| Lisboa - Oriente                    | Linha do Norte                                | Lisboa           | Lisboa                     | Parque das Nações                                                                                                |
| Moscavide                           | Linha do Norte                                | Lisboa           | Lisboa Loures              | Parque das Nações Moscavide e Portela                                                                            |
| Sacavém                             | Linha do Norte                                | Lisboa           | Lisboa Loures              | Parque das Nações Sacavém e Prior Velho                                                                          |
| Bobadela                            | Linha do Norte                                | Lisboa           | Loures                     | Santa Iria de Azóia, São João da Talha e Bobadela                                                                |
| Santa Iria                          | Linha do Norte                                | Lisboa           | Loures                     | Santa Iria de Azóia, São João da Talha e Bobadela                                                                |
| Póvoa                               | Linha do Norte                                | Lisboa           | Vila Franca de Xira        | Póvoa de Santa Iria e Forte da Casa                                                                              |
| Alverca                             | Linha do Norte                                | Lisboa           | Vila Franca de Xira        | Alverca do Ribatejo e Sobralinho                                                                                 |
| Alhandra                            | Linha do Norte                                | Lisboa           | Vila Franca de Xira        | Alhandra, São João dos Montes e Calhandriz                                                                       |
| Vila Franca de Xira                 | Linha do Norte                                | Lisboa           | Vila Franca de Xira        | Vila Franca de Xira                                                                                              |
| Castanheira do Ribatejo             | Linha do Norte                                | Lisboa           | Vila Franca de Xira        | Castanheira do Ribatejo e Cachoeiras                                                                             |
| Carregado                           | Linha do Norte                                | Lisboa           | Vila Franca de Xira        | Castanheira do Ribatejo e Cachoeiras                                                                             |
| Vila Nova da Rainha                 | Linha do Norte                                | Lisboa           | Azambuja                   | Vila Nova da Rainha                                                                                              |
| Espadanal da Azambuja               | Linha do Norte                                | Lisboa           | Azambuja                   | Vila Nova da Rainha                                                                                              |
| Azambuja                            | Linha do Norte                                | Lisboa           | Azambuja                   | Azambuja |
| Virtudes                            | Linha do Norte                                | Lisboa           | Azambuja                   | Aveiras de Baixo                                                                                                 |
| Reguengo - Vale da Pedra - Pontével | Linha do Norte                                | Santarém         | Cartaxo                    | Vale da Pedra |
| Setil                               | Linha do Norte                                | Santarém         | Cartaxo                    | Vale da Pedra |
| Santana - Cartaxo                   | Linha do Norte                                | Santarém         | Cartaxo                    | Vila Chã de Ourique                                                                                              |
| Vale de Santarém                    | Linha do Norte                                | Santarém         | Santarém                   | Vale de Santarém                                                                                                 |
| Santarém                            | Linha do Norte                                | Santarém         | Santarém                   | Santarém |
| Vale de Figueira                    | Linha do Norte                                | Santarém         | Santarém                   | São Vicente do Paul e Vale de Figueira                                                                           |
| Mato de Miranda                     | Linha do Norte                                | Santarém         | Golegã                     | Azinhaga |
| Riachos - Torres Novas - Golegã     | Linha do Norte                                | Santarém         | Torres Novas               | Riachos |
| Entroncamento                       | Linha do Norte                                | Santarém         | Entroncamento              | Nossa Senhora de Fátima São João Baptista                                                                        |
| Lamarosa                            | Linha do Norte Ramal de Tomar                 | Santarém         | Torres Novas               | Olaia e Paço |
| Soudos - Vila Nova                  | Ramal de Tomar                                | Santarém         | Tomar                      | Paialvo |
| Carrascal - Delongo                 | Ramal de Tomar                                | Santarém         | Tomar                      | Paialvo |
| Curvaceiras                         | Ramal de Tomar                                | Santarém         | Tomar                      | Madalena e Beselga                                                                                               |
| Santa Cita                          | Ramal de Tomar                                | Santarém         | Tomar                      | Madalena e Beselga                                                                                               |
| Carvalhos de Figueiredo             | Ramal de Tomar                                | Santarém         | Tomar                      | Madalena e Beselga                                                                                               |
| Tomar                               | Ramal de Tomar                                | Santarém         | Tomar                      | Tomar (São João Baptista) e Santa Maria dos Olivais                                                              |
| Paialvo                             | Linha do Norte                                | Santarém         | Tomar                      | Madalena e Beselga                                                                                               |
| Fungalvaz                           | Linha do Norte                                | Santarém         | Torres Novas               | Assentiz |
| Chão de Maçãs - Fátima              | Linha do Norte                                | Santarém         | Tomar                      | Sabacheira |
| Seiça - Ourém                       | Linha do Norte                                | Santarém         | Ourém                      | Seiça |
| Caxarias                            | Linha do Norte                                | Santarém         | Ourém                      | Caxarias |
| Albergaria dos Doze                 | Linha do Norte                                | Leiria           | Pombal                     | Santiago e São Simão de Litém e Albergaria dos Doze                                                              |
| Litém                               | Linha do Norte                                | Leiria           | Pombal                     | Santiago e São Simão de Litém e Albergaria dos Doze                                                              |
| Vermoil                             | Linha do Norte                                | Leiria           | Pombal                     | Santiago e São Simão de Litém e Albergaria dos Doze                                                              |
| Pombal                              | Linha do Norte                                | Leiria           | Pombal                     | Pombal |
| Pelariga                            | Linha do Norte                                | Coimbra          | Soure                      | Soure |
| Simões                              | Linha do Norte                                | Coimbra          | Soure                      | Soure |
| Soure                               | Linha do Norte                                | Coimbra          | Soure                      | Soure |
| Vila Nova de Anços                  | Linha do Norte                                | Coimbra          | Soure                      | Vila Nova de Anços                                                                                               |
| Alfarelos                           | Linha do Norte Ramal de Alfarelos             | Coimbra          | Soure                      | Granja do Ulmeiro                                                                                                |
| Formoselha - Santo Varão            | Linha do Norte                                | Coimbra          | Montemor-o-Velho           | Santo Varão |
| Pereira                             | Linha do Norte                                | Coimbra          | Montemor-o-Velho           | Pereira |
| Ameal                               | Linha do Norte                                | Coimbra          | Coimbra                    | Taveiro, Ameal e Arzila                                                                                          |
| Vila Pouca do Campo                 | Linha do Norte                                | Coimbra          | Coimbra                    | Taveiro, Ameal e Arzila                                                                                          |
| Taveiro                             | Linha do Norte                                | Coimbra          | Coimbra                    | Taveiro, Ameal e Arzila São Martinho do Bispo e Ribeira de Frades                                                |
| Casais                              | Linha do Norte                                | Coimbra          | Coimbra                    | São Martinho do Bispo e Ribeira de Frades                                                                        |
| Espadaneira                         | Linha do Norte                                | Coimbra          | Coimbra                    | São Martinho do Bispo e Ribeira de Frades                                                                        |
| Bencanta                            | Linha do Norte                                | Coimbra          | Coimbra                    | São Martinho do Bispo e Ribeira de Frades                                                                        |
| Coimbra                             | Ramal da Lousã                                | Coimbra          | Coimbra                    | Coimbra (Sé Nova, Santa Cruz, Almedina e São Bartolomeu)                                                         |
| Coimbra-B                           | Linha do Norte Ramal da Lousã                 | Coimbra          | Coimbra                    | Eiras e São Paulo de Frades                                                                                      |
| Adémia                              | Linha do Norte                                | Coimbra          | Coimbra                    | Trouxemil e Torre de Vilela                                                                                      |
| Vilela - Fornos                     | Linha do Norte                                | Coimbra          | Coimbra                    | Trouxemil e Torre de Vilela                                                                                      |
| Souselas                            | Linha do Norte                                | Coimbra          | Coimbra                    | Souselas e Botão                                                                                                 |
| Pampilhosa                          | Linha do Norte Linha da Beira Alta            | Aveiro           | Mealhada                   | Pampilhosa |
| Mealhada                            | Linha do Norte                                | Aveiro           | Mealhada                   | Mealhada, Ventosa do Bairro e Antes                                                                              |
| Aguim                               | Linha do Norte                                | Aveiro           | Anadia                     | Tamengos, Aguim e Óis do Bairro                                                                                  |
| Curia                               | Linha do Norte                                | Aveiro           | Anadia                     | Tamengos, Aguim e Óis do Bairro                                                                                  |
| Mogofores                           | Linha do Norte                                | Aveiro           | Anadia                     | Arcos e Mogofores                                                                                                |
| Paraimo - Sangalhos                 | Linha do Norte                                | Aveiro           | Anadia                     | Sangalhos |
| Oliveira do Bairro                  | Linha do Norte                                | Aveiro           | Oliveira do Bairro         | Oliveira do Bairro                                                                                               |
| Oiã                                 | Linha do Norte                                | Aveiro           | Oliveira do Bairro         | Oiã |
| Quintans                            | Linha do Norte                                | Aveiro           | Aveiro                     | Oliveirinha |
| Aveiro                              | Linha do Norte Linha do Vouga                 | Aveiro           | Aveiro                     | Glória e Vera Cruz Esgueira                                                                                      |
| Cacia                               | Linha do Norte                                | Aveiro           | Aveiro                     | Cacia |
| Canelas                             | Linha do Norte                                | Aveiro           | Estarreja                  | Canelas e Fermelã                                                                                                |
| Salreu                              | Linha do Norte                                | Aveiro           | Estarreja                  | Salreu |
| Estarreja                           | Linha do Norte                                | Aveiro           | Estarreja                  | Beduído e Veiros                                                                                                 |
| Avanca                              | Linha do Norte                                | Aveiro           | Estarreja                  | Avanca |
| Válega                              | Linha do Norte                                | Aveiro           | Ovar                       | Válega |
| Ovar                                | Linha do Norte                                | Aveiro           | Ovar                       | Ovar, São João, Arada e São Vicente de Pereira Jusã                                                              |
| Carvalheira - Maceda                | Linha do Norte                                | Aveiro           | Ovar                       | Maceda |
| Cortegaça                           | Linha do Norte                                | Aveiro           | Ovar                       | Cortegaça |
| Esmoriz                             | Linha do Norte                                | Aveiro           | Ovar                       | Esmoriz |
| Paramos                             | Linha do Norte                                | Aveiro           | Espinho                    | Paramos |
| Silvalde                            | Linha do Norte                                | Aveiro           | Espinho                    | Silvalde |
| Espinho                             | Linha do Norte                                | Aveiro           | Espinho                    | Espinho |
| Granja                              | Linha do Norte                                | Porto            | Vila Nova de Gaia          | São Félix da Marinha                                                                                             |
| Aguda                               | Linha do Norte                                | Porto            | Vila Nova de Gaia          | Arcozelo |
| Miramar                             | Linha do Norte                                | Porto            | Vila Nova de Gaia          | Arcozelo |
| Francelos                           | Linha do Norte                                | Porto            | Vila Nova de Gaia          | Gulpilhares e Valadares                                                                                          |
| Valadares                           | Linha do Norte                                | Porto            | Vila Nova de Gaia          | Gulpilhares e Valadares                                                                                          |
| Madalena                            | Linha do Norte                                | Porto            | Vila Nova de Gaia          | Madalena |
| Coimbrões                           | Linha do Norte                                | Porto            | Vila Nova de Gaia          | Canidelo Santa Marinha e São Pedro da Afurada                                                                    |
| Gaia - Devesas                      | Linha do Norte                                | Porto            | Vila Nova de Gaia          | Santa Marinha e São Pedro da Afurada                                                                             |
| General Torres                      | Linha do Norte                                | Porto            | Vila Nova de Gaia          | Santa Marinha e São Pedro da Afurada                                                                             |
| Porto - São Bento                   | Linha do Minho                                | Porto            | Porto                      | Cedofeita, Santo Ildefonso, Sé, Miragaia, São Nicolau e Vitória                                                  |
| Porto - Campanhã                    | Linha do Norte Linha do Minho                 | Porto            | Porto                      | Campanhã |
| Contumil                            | Linha do Minho                                | Porto            | Porto                      | Campanhã |
| Rio Tinto                           | Linha do Minho                                | Porto            | Gondomar                   | Rio Tinto |
| Águas Santas - Palmilheira          | Linha do Minho                                | Porto            | Maia                       | Águas Santas |
| Ermesinde                           | Linha do Minho Linha do Douro                 | Porto            | Valongo                    | Ermesinde |
| Travagem                            | Linha do Minho                                | Porto            | Valongo                    | Ermesinde |
| Leandro                             | Linha do Minho                                | Porto            | Maia                       | São Pedro Fins                                                                                                   |
| São Frutuoso                        | Linha do Minho                                | Porto            | Maia                       | Folgosa |
| São Romão                           | Linha do Minho                                | Porto            | Trofa                      | Coronado (São Romão e São Mamede)                                                                                |
| Portela                             | Linha do Minho                                | Porto            | Trofa                      | Covelas |
| Trofa                               | Linha do Minho                                | Porto            | Trofa                      | Bougado (São Martinho e Santiago)                                                                                |
| Lousado                             | Linha do Minho Linha de Guimarães             | Braga            | Vila Nova de Famalicão     | Lousado |
| Santo Tirso                         | Linha de Guimarães                            | Porto            | Santo Tirso                | Santo Tirso, Couto (Santa Cristina e São Miguel) e Burgães Areias, Sequeiró, Lama e Palmeira                     |
| Caniços                             | Linha de Guimarães                            | Braga            | Vila Nova de Famalicão     | Bairro |
| Vila das Aves                       | Linha de Guimarães                            | Porto            | Santo Tirso                | Aves |
| Giesteira                           | Linha de Guimarães                            | Braga            | Guimarães                  | Lordelo |
| Lordelo                             | Linha de Guimarães                            | Braga            | Guimarães                  | Lordelo |
| Cuca                                | Linha de Guimarães                            | Braga            | Guimarães                  | Moreira de Cónegos                                                                                               |
| Pereirinhas                         | Linha de Guimarães                            | Braga            | Guimarães                  | Moreira de Cónegos                                                                                               |
| Vizela                              | Linha de Guimarães                            | Braga            | Vizela                     | Caldas de Vizela (São Miguel e São João)                                                                         |
| Nespereira                          | Linha de Guimarães                            | Braga            | Guimarães                  | Nespereira |
| Covas                               | Linha de Guimarães                            | Braga            | Guimarães                  | Urgezes |
| Guimarães                           | Linha de Guimarães                            | Braga            | Guimarães                  | Urgezes |
| Esmeriz                             | Linha do Minho                                | Braga            | Vila Nova de Famalicão     | Esmeriz e Cabeçudos                                                                                              |
| Barrimau                            | Linha do Minho                                | Braga            | Vila Nova de Famalicão     | Vila Nova de Famalicão e Calendário                                                                              |
| Famalicão                           | Linha do Minho                                | Braga            | Vila Nova de Famalicão     | Vila Nova de Famalicão e Calendário                                                                              |
| Mouquim                             | Linha do Minho                                | Braga            | Vila Nova de Famalicão     | Lemenhe, Mouquim e Jesufrei                                                                                      |
| Louro                               | Linha do Minho                                | Braga            | Vila Nova de Famalicão     | Louro |
| Nine                                | Linha do Minho Ramal de Braga                 | Braga            | Vila Nova de Famalicão     | Nine |
| Couto de Cambeses                   | Ramal de Braga                                | Braga            | Barcelos                   | Cambeses |
| Arentim                             | Ramal de Braga                                | Braga            | Braga                      | Arentim e Cunha                                                                                                  |
| Ruílhe                              | Ramal de Braga                                | Braga            | Braga                      | Ruilhe |
| Tadim                               | Ramal de Braga                                | Braga            | Braga                      | Tadim Vilaça e Fradelos                                                                                          |
| Aveleda                             | Ramal de Braga                                | Braga            | Braga                      | Celeirós, Aveleda e Vimieiro                                                                                     |
| Mazagão                             | Ramal de Braga                                | Braga            | Braga                      | Celeirós, Aveleda e Vimieiro                                                                                     |
| Ferreiros                           | Ramal de Braga                                | Braga            | Braga                      | Ferreiros e Gondizalves                                                                                          |
| Braga                               | Ramal de Braga                                | Braga            | Braga                      | Braga (Maximinos, Sé e Cividade)                                                                                 |
| Carreira                            | Linha do Minho                                | Braga            | Barcelos                   | Carreira e Fonte Coberta                                                                                         |
| Midões                              | Linha do Minho                                | Braga            | Barcelos                   | Gamil e Midões                                                                                                   |
| Barcelos                            | Linha do Minho                                | Braga            | Barcelos                   | Arcozelo |
| Silva                               | Linha do Minho                                | Braga            | Barcelos                   | Silva |
| Carapeços                           | Linha do Minho                                | Braga            | Barcelos                   | Carapeços |
| Tamel                               | Linha do Minho                                | Braga            | Barcelos                   | Aborim |
| Durrães                             | Linha do Minho                                | Braga            | Barcelos                   | Durrães e Tregosa                                                                                                |
| Barroselas                          | Linha do Minho                                | Viana do Castelo | Viana do Castelo           | Barroselas e Carvoeiro                                                                                           |
| Senhora das Neves                   | Linha do Minho                                | Viana do Castelo | Viana do Castelo           | Vila de Punhe |
| Alvarães                            | Linha do Minho                                | Viana do Castelo | Viana do Castelo           | Alvarães |
| Darque                              | Linha do Minho                                | Viana do Castelo | Viana do Castelo           | Darque |
| Areia - Darque                      | Linha do Minho                                | Viana do Castelo | Viana do Castelo           | Darque |
| Viana do Castelo                    | Linha do Minho                                | Viana do Castelo | Viana do Castelo           | Viana do Castelo (Santa Maria Maior e Monserrate) e Meadela                                                      |
| Areosa                              | Linha do Minho                                | Viana do Castelo | Viana do Castelo           | Areosa |
| Carreço                             | Linha do Minho                                | Viana do Castelo | Viana do Castelo           | Carreço |
| Afife                               | Linha do Minho                                | Viana do Castelo | Viana do Castelo           | Afife |
| Âncora - Praia                      | Linha do Minho                                | Viana do Castelo | Caminha                    | Vila Praia de Âncora                                                                                             |
| Moledo do Minho                     | Linha do Minho                                | Viana do Castelo | Caminha                    | Moledo e Cristelo                                                                                                |
| Senhora da Agonia                   | Linha do Minho                                | Viana do Castelo | Caminha                    | Caminha (Matriz) e Vilarelho                                                                                     |
| Caminha                             | Linha do Minho                                | Viana do Castelo | Caminha                    | Caminha (Matriz) e Vilarelho                                                                                     |
| Seixas                              | Linha do Minho                                | Viana do Castelo | Caminha                    | Seixas |
| Esqueiro                            | Linha do Minho                                | Viana do Castelo | Caminha                    | Lanhelas |
| Gondarém                            | Linha do Minho                                | Viana do Castelo | Vila Nova de Cerveira      | Gondarém |
| Vila Nova de Cerveira               | Linha do Minho                                | Viana do Castelo | Vila Nova de Cerveira      | Vila Nova de Cerveira e Lovelhe                                                                                  |
| Carvalha                            | Linha do Minho                                | Viana do Castelo | Vila Nova de Cerveira      | Campos e Vila Meã                                                                                                |
| São Pedro da Torre                  | Linha do Minho                                | Viana do Castelo | Valença                    | São Pedro da Torre                                                                                               |
| Valença                             | Linha do Minho                                | Viana do Castelo | Valença                    | Valença, Cristelo Covo e Arão                                                                                    |
| Cabeda                              | Linha do Douro                                | Porto            | Valongo                    | Alfena |
| Suzão                               | Linha do Douro                                | Porto            | Valongo                    | Valongo |
| Valongo                             | Linha do Douro                                | Porto            | Valongo                    | Valongo |
| São Martinho do Campo               | Linha do Douro                                | Porto            | Valongo                    | Campo e Sobrado                                                                                                  |
| Terronhas                           | Linha do Douro                                | Porto            | Paredes                    | Recarei |
| Trancoso                            | Linha do Douro                                | Porto            | Paredes                    | Recarei |
| Recarei - Sobreira                  | Linha do Douro                                | Porto            | Paredes                    | Sobreira |
| Parada                              | Linha do Douro                                | Porto            | Paredes                    | Parada de Todeia                                                                                                 |
| Cête                                | Linha do Douro                                | Porto            | Paredes                    | Cete |
| Irivo                               | Linha do Douro                                | Porto            | Penafiel                   | Irivo |
| Oleiros                             | Linha do Douro                                | Porto            | Penafiel                   | Guilhufe e Urrô                                                                                                  |
| Paredes                             | Linha do Douro                                | Porto            | Paredes                    | Paredes |
| Penafiel                            | Linha do Douro                                | Porto            | Penafiel                   | Penafiel |
| Bustelo                             | Linha do Douro                                | Porto            | Penafiel                   | Bustelo |
| Meinedo                             | Linha do Douro                                | Porto            | Lousada                    | Meinedo |
| Caíde                               | Linha do Douro                                | Porto            | Lousada                    | Caíde de Rei |
| Oliveira                            | Linha do Douro                                | Porto            | Amarante                   | Vila Meã |
| Vila Meã                            | Linha do Douro                                | Porto            | Amarante                   | Vila Meã |
| Recesinhos                          | Linha do Douro                                | Porto            | Penafiel                   | Castelões |
| Livração                            | Linha do Douro                                | Porto            | Marco de Canaveses         | Constance |
| Marco de Canaveses                  | Linha do Douro                                | Porto            | Marco de Canaveses         | Marco |
| Juncal                              | Linha do Douro                                | Porto            | Marco de Canaveses         | Paredes de Viadores e Manhuncelos Soalhães                                                                       |
| Pala                                | Linha do Douro                                | Porto            | Baião                      | Ancede e Ribadouro                                                                                               |
| Mosteirô                            | Linha do Douro                                | Porto            | Baião                      | Ancede e Ribadouro                                                                                               |
| Aregos                              | Linha do Douro                                | Porto            | Baião                      | Santa Cruz do Douro e São Tomé de Covelas                                                                        |
| Mirão                               | Linha do Douro                                | Porto            | Baião                      | Santa Cruz do Douro e São Tomé de Covelas                                                                        |
| Ermida                              | Linha do Douro                                | Porto            | Baião                      | Santa Marinha do Zêzere                                                                                          |
| Porto Rei                           | Linha do Douro                                | Vila Real        | Mesão Frio                 | Barqueiros |
| Barqueiros                          | Linha do Douro                                | Vila Real        | Mesão Frio                 | Barqueiros |
| Rede                                | Linha do Douro                                | Vila Real        | Mesão Frio                 | Vila Marim |
| Caldas de Moledo                    | Linha do Douro                                | Vila Real        | Peso da Régua              | Fontelas |
| Godim                               | Linha do Douro                                | Vila Real        | Peso da Régua              | Peso da Régua e Godim                                                                                            |
| Régua                               | Linha do Douro                                | Vila Real        | Peso da Régua              | Peso da Régua e Godim                                                                                            |
| Covelinhas                          | Linha do Douro                                | Vila Real        | Peso da Régua              | Galafura e Covelinhas                                                                                            |
| Ferrão                              | Linha do Douro                                | Vila Real        | Sabrosa                    | Covas do Douro                                                                                                   |
| Pinhão                              | Linha do Douro                                | Vila Real        | Alijó                      | Pinhão |
| Tua                                 | Linha do Douro                                | Bragança         | Carrazeda de Ansiães       | Castanheiro do Norte e Ribalonga                                                                                 |
| Alegria                             | Linha do Douro                                | Bragança         | Carrazeda de Ansiães       | Linhares |
| Ferradosa                           | Linha do Douro                                | Viseu            | São João da Pesqueira      | Vale de Figueira                                                                                                 |
| Vargelas                            | Linha do Douro                                | Viseu            | São João da Pesqueira      | Vale de Figueira                                                                                                 |
| Vesúvio                             | Linha do Douro                                | Guarda           | Vila Nova de Foz Côa       | Numão |
| Freixo de Numão                     | Linha do Douro                                | Guarda           | Vila Nova de Foz Côa       | Vila Nova de Foz Côa                                                                                             |
| Pocinho                             | Linha do Douro                                | Guarda           | Vila Nova de Foz Côa       | Vila Nova de Foz Côa                                                                                             |
| Esgueira                            | Linha do Vouga                                | Aveiro           | Aveiro                     | Esgueira |
| Azurva                              | Linha do Vouga                                | Aveiro           | Aveiro                     | Eixo e Eirol |
| Eixo                                | Linha do Vouga                                | Aveiro           | Aveiro                     | Eixo e Eirol |
| São João de Loure                   | Linha do Vouga                                | Aveiro           | Aveiro                     | Eixo e Eirol |
| Eirol                               | Linha do Vouga                                | Aveiro           | Aveiro                     | Eixo e Eirol |
| Taipa - Requeixo                    | Linha do Vouga                                | Aveiro           | Aveiro                     | Requeixo, Nossa Senhora de Fátima e Nariz                                                                        |
| Travassô                            | Linha do Vouga                                | Aveiro           | Águeda                     | Travassô e Óis da Ribeira                                                                                        |
| Cabanões                            | Linha do Vouga                                | Aveiro           | Águeda                     | Travassô e Óis da Ribeira                                                                                        |
| Casal de Álvaro                     | Linha do Vouga                                | Aveiro           | Águeda                     | Recardães e Espinhel                                                                                             |
| Oronhe                              | Linha do Vouga                                | Aveiro           | Águeda                     | Recardães e Espinhel                                                                                             |
| Águeda                              | Linha do Vouga                                | Aveiro           | Águeda                     | Águeda e Borralha                                                                                                |
| Mourisca do Vouga                   | Linha do Vouga                                | Aveiro           | Águeda                     | Trofa, Segadães e Lamas do Vouga                                                                                 |
| Aguieira                            | Linha do Vouga                                | Aveiro           | Águeda                     | Valongo do Vouga                                                                                                 |
| Valongo - Vouga                     | Linha do Vouga                                | Aveiro           | Águeda                     | Valongo do Vouga                                                                                                 |
| Carvalhal da Portela                | Linha do Vouga                                | Aveiro           | Águeda                     | Valongo do Vouga                                                                                                 |
| Macinhata do Vouga                  | Linha do Vouga                                | Aveiro           | Águeda                     | Macinhata do Vouga                                                                                               |
| Sernada do Vouga                    | Linha do Vouga                                | Aveiro           | Águeda                     | Macinhata do Vouga                                                                                               |
| Albergaria-a-Velha                  | Linha do Vouga                                | Aveiro           | Albergaria-a-Velha         | Albergaria-a-Velha e Valmaior                                                                                    |
| Urgueiras                           | Linha do Vouga                                | Aveiro           | Albergaria-a-Velha         | Albergaria-a-Velha e Valmaior                                                                                    |
| Albergaria-a-Nova                   | Linha do Vouga                                | Aveiro           | Albergaria-a-Velha         | Branca |
| Branca                              | Linha do Vouga                                | Aveiro           | Albergaria-a-Velha         | Branca |
| Pinheiro da Bemposta                | Linha do Vouga                                | Aveiro           | Oliveira de Azeméis        | Pinheiro da Bemposta, Travanca e Palmaz                                                                          |
| Figueiredo                          | Linha do Vouga                                | Aveiro           | Oliveira de Azeméis        | Pinheiro da Bemposta, Travanca e Palmaz                                                                          |
| Travanca                            | Linha do Vouga                                | Aveiro           | Oliveira de Azeméis        | Pinheiro da Bemposta, Travanca e Palmaz                                                                          |
| Ul                                  | Linha do Vouga                                | Aveiro           | Oliveira de Azeméis        | Oliveira de Azeméis, Santiago de Riba-Ul, Ul, Macinhata da Seixa e Madail                                        |
| Oliveira de Azeméis                 | Linha do Vouga                                | Aveiro           | Oliveira de Azeméis        | Oliveira de Azeméis, Santiago de Riba-Ul, Ul, Macinhata da Seixa e Madail                                        |
| Santiago de Riba-Ul                 | Linha do Vouga                                | Aveiro           | Oliveira de Azeméis        | Oliveira de Azeméis, Santiago de Riba-Ul, Ul, Macinhata da Seixa e Madail                                        |
| Couto de Cucujães                   | Linha do Vouga                                | Aveiro           | Oliveira de Azeméis        | Vila de Cucujães                                                                                                 |
| Faria                               | Linha do Vouga                                | Aveiro           | Oliveira de Azeméis        | Vila de Cucujães                                                                                                 |
| São João da Madeira                 | Linha do Vouga                                | Aveiro           | São João da Madeira        | São João da Madeira                                                                                              |
| Arrifana                            | Linha do Vouga                                | Aveiro           | Santa Maria da Feira       | Arrifana |
| Escapães                            | Linha do Vouga                                | Aveiro           | Santa Maria da Feira       | Escapães |
| Vila da Feira                       | Linha do Vouga                                | Aveiro           | Santa Maria da Feira       | Santa Maria da Feira, Travanca, Sanfins e Espargo                                                                |
| Sanfins                             | Linha do Vouga                                | Aveiro           | Santa Maria da Feira       | Santa Maria da Feira, Travanca, Sanfins e Espargo                                                                |
| Cavaco                              | Linha do Vouga                                | Aveiro           | Santa Maria da Feira       | Santa Maria da Feira, Travanca, Sanfins e Espargo                                                                |
| São João de Ver                     | Linha do Vouga                                | Aveiro           | Santa Maria da Feira       | São João de Ver                                                                                                  |
| Rio Meão                            | Linha do Vouga                                | Aveiro           | Santa Maria da Feira       | Rio Meão |
| Paços de Brandão                    | Linha do Vouga                                | Aveiro           | Santa Maria da Feira       | Paços de Brandão                                                                                                 |
| Oleiros                             | Linha do Vouga                                | Aveiro           | Santa Maria da Feira       | São Paio de Oleiros                                                                                              |
| Lapa                                | Linha do Vouga                                | Aveiro           | Santa Maria da Feira       | São Paio de Oleiros                                                                                              |
| Monte de Paramos                    | Linha do Vouga                                | Aveiro           | Espinho                    | Paramos |
| Silvalde - Vouga                    | Linha do Vouga                                | Aveiro           | Espinho                    | Silvalde |
| Espinho - Vouga                     | Linha do Vouga                                | Aveiro           | Espinho                    | Espinho |
| Vacariça                            | Linha da Beira Alta                           | Aveiro           | Mealhada                   | Vacariça |
| Luso - Buçaco                       | Linha da Beira Alta                           | Aveiro           | Mealhada                   | Luso |
| Soito                               | Linha da Beira Alta                           | Viseu            | Mortágua                   | Espinho |
| Monte de Lobos                      | Linha da Beira Alta                           | Viseu            | Mortágua                   | Mortágua, Vale de Remígio, Cortegaça e Almaça                                                                    |
| Mortágua                            | Linha da Beira Alta                           | Viseu            | Mortágua                   | Mortágua, Vale de Remígio, Cortegaça e Almaça                                                                    |
| Santa Comba Dão                     | Linha da Beira Alta                           | Viseu            | Santa Comba Dão            | Ovoa e Vimieiro                                                                                                  |
| Castelejo                           | Linha da Beira Alta                           | Viseu            | Santa Comba Dão            | São João de Areias                                                                                               |
| Papízios                            | Linha da Beira Alta                           | Viseu            | Carregal do Sal            | Carregal do Sal (Currelos, Papízios e Sobral)                                                                    |
| Carregal do Sal                     | Linha da Beira Alta                           | Viseu            | Carregal do Sal            | Carregal do Sal (Currelos, Papízios e Sobral)                                                                    |
| Oliveirinha - Cabanas               | Linha da Beira Alta                           | Viseu            | Carregal do Sal            | Oliveira do Conde                                                                                                |
| Lapa do Lobo                        | Linha da Beira Alta                           | Viseu            | Nelas                      | Lapa do Lobo |
| Canas - Felgueira                   | Linha da Beira Alta                           | Viseu            | Nelas                      | Canas de Senhorim                                                                                                |
| Nelas                               | Linha da Beira Alta                           | Viseu            | Nelas                      | Nelas |
| Moimenta                            | Linha da Beira Alta                           | Viseu            | Mangualde                  | Espinho |
| Mangualde                           | Linha da Beira Alta                           | Viseu            | Mangualde                  | Mangualde, Mesquitela e Cunha Alta                                                                               |
| Gouveia                             | Linha da Beira Alta                           | Viseu            | Mangualde                  | Abrunhosa-a-Velha                                                                                                |
| Fornos de Algodres                  | Linha da Beira Alta                           | Guarda           | Fornos de Algodres         | Fornos de Algodres                                                                                               |
| Celorico da Beira                   | Linha da Beira Alta                           | Guarda           | Celorico da Beira          | Forno Telheiro                                                                                                   |
| Baraçal                             | Linha da Beira Alta                           | Guarda           | Celorico da Beira          | Baraçal |
| Vila Franca das Naves               | Linha da Beira Alta                           | Guarda           | Trancoso                   | Vila Franca das Naves e Feital                                                                                   |
| Guarda                              | Linha da Beira Alta Linha da Beira Baixa      | Guarda           | Guarda                     | Guarda |
| Gata                                | Linha da Beira Alta                           | Guarda           | Guarda                     | Casal de Cinza                                                                                                   |
| Vila Fernando                       | Linha da Beira Alta                           | Guarda           | Guarda                     | Vila Fernando |
| Rochoso                             | Linha da Beira Alta                           | Guarda           | Guarda                     | Rochoso e Monte Margarida                                                                                        |
| Cerdeira                            | Linha da Beira Alta                           | Guarda           | Sabugal                    | Cerdeira |
| Miuzela                             | Linha da Beira Alta                           | Guarda           | Almeida                    | Miuzela e Porto de Ovelha                                                                                        |
| Freineda                            | Linha da Beira Alta                           | Guarda           | Almeida                    | Freineda |
| Aldeia                              | Linha da Beira Alta                           | Guarda           | Almeida                    | Castelo Bom |
| Vilar Formoso                       | Linha da Beira Alta                           | Guarda           | Almeida                    | Vilar Formoso |
| Barquinha                           | Linha da Beira Baixa                          | Santarém         | Vila Nova da Barquinha     | Vila Nova da Barquinha                                                                                           |
| Tancos                              | Linha da Beira Baixa                          | Santarém         | Vila Nova da Barquinha     | Praia do Ribatejo                                                                                                |
| Almourol                            | Linha da Beira Baixa                          | Santarém         | Vila Nova da Barquinha     | Praia do Ribatejo                                                                                                |
| Praia do Ribatejo                   | Linha da Beira Baixa                          | Santarém         | Vila Nova da Barquinha     | Praia do Ribatejo                                                                                                |
| Santa Margarida                     | Linha da Beira Baixa                          | Santarém         | Constância                 | Santa Margarida da Coutada                                                                                       |
| Tramagal                            | Linha da Beira Baixa                          | Santarém         | Abrantes                   | Tramagal |
| Abrantes                            | Linha da Beira Baixa Linha do Leste           | Santarém         | Abrantes                   | São Miguel do Rio Torto e Rossio ao Sul do Tejo                                                                  |
| Bemposta                            | Linha do Leste                                | Santarém         | Abrantes                   | São Facundo e Vale das Mós                                                                                       |
| Ponte de Sôr                        | Linha do Leste                                | Portalegre       | Ponte de Sor               | Ponte de Sor, Tramaga e Vale de Açor                                                                             |
| Torre das Vargens                   | Linha do Leste                                | Portalegre       | Ponte de Sor               | Ponte de Sor, Tramaga e Vale de Açor                                                                             |
| Chança                              | Linha do Leste                                | Portalegre       | Alter do Chão              | Chancelaria |
| Crato                               | Linha do Leste                                | Portalegre       | Crato                      | Crato e Mártires, Flor da Rosa, e Vale do Peso                                                                   |
| Portalegre                          | Linha do Leste                                | Portalegre       | Portalegre                 | Urra |
| Assumar                             | Linha do Leste                                | Portalegre       | Monforte                   | Assumar |
| Arronches                           | Linha do Leste                                | Portalegre       | Arronches                  | Assunção |
| Santa Eulália - A                   | Linha do Leste                                | Portalegre       | Elvas                      | Santa Eulália |
| Elvas                               | Linha do Leste                                | Portalegre       | Elvas                      | Caia, São Pedro e Alcáçova                                                                                       |
| Alferrarede                         | Linha da Beira Baixa                          | Santarém         | Abrantes                   | Abrantes (São Vicente e São João) e Alferrarede                                                                  |
| Mouriscas - A                       | Linha da Beira Baixa                          | Santarém         | Abrantes                   | Mouriscas |
| Alvega - Ortiga                     | Linha da Beira Baixa                          | Santarém         | Mação                      | Ortiga |
| Barragem de Belver                  | Linha da Beira Baixa                          | Santarém         | Mação                      | Ortiga |
| Belver                              | Linha da Beira Baixa                          | Portalegre       | Gavião                     | Belver |
| Barca da Amieira - Envendos         | Linha da Beira Baixa                          | Santarém         | Mação                      | Envendos |
| Fratel                              | Linha da Beira Baixa                          | Castelo Branco   | Vila Velha de Ródão        | Fratel |
| Ródão                               | Linha da Beira Baixa                          | Castelo Branco   | Vila Velha de Ródão        | Vila Velha de Ródão                                                                                              |
| Tojeirinha                          | Linha da Beira Baixa                          | Castelo Branco   | Vila Velha de Ródão        | Vila Velha de Ródão                                                                                              |
| Sarnadas                            | Linha da Beira Baixa                          | Castelo Branco   | Vila Velha de Ródão        | Sarnadas de Ródão                                                                                                |
| Retaxo                              | Linha da Beira Baixa                          | Castelo Branco   | Castelo Branco             | Cebolais de Cima e Retaxo                                                                                        |
| Benquerenças                        | Linha da Beira Baixa                          | Castelo Branco   | Castelo Branco             | Benquerenças |
| Castelo Branco                      | Linha da Beira Baixa                          | Castelo Branco   | Castelo Branco             | Castelo Branco                                                                                                   |
| Alcains                             | Linha da Beira Baixa                          | Castelo Branco   | Castelo Branco             | Alcains |
| Lardosa                             | Linha da Beira Baixa                          | Castelo Branco   | Castelo Branco             | Lardosa |
| Soalheira                           | Linha da Beira Baixa                          | Castelo Branco   | Fundão                     | Castelo Novo |
| Castelo Novo                        | Linha da Beira Baixa                          | Castelo Branco   | Fundão                     | Castelo Novo |
| Alpedrinha                          | Linha da Beira Baixa                          | Castelo Branco   | Fundão                     | Alpedrinha |
| Vale de Prazeres                    | Linha da Beira Baixa                          | Castelo Branco   | Fundão                     | Vale de Prazeres e Mata da Rainha                                                                                |
| Fatela - Penamacor                  | Linha da Beira Baixa                          | Castelo Branco   | Fundão                     | Fatela Enxames                                                                                                   |
| Alcaide                             | Linha da Beira Baixa                          | Castelo Branco   | Fundão                     | Alcaide |
| Donas                               | Linha da Beira Baixa                          | Castelo Branco   | Fundão                     | Fundão, Valverde, Donas, Aldeia de Joanes e Aldeia Nova do Cabo                                                  |
| Fundão                              | Linha da Beira Baixa                          | Castelo Branco   | Fundão                     | Fundão, Valverde, Donas, Aldeia de Joanes e Aldeia Nova do Cabo                                                  |
| Alcaria                             | Linha da Beira Baixa                          | Castelo Branco   | Fundão                     | Alcaria |
| Tortosendo                          | Linha da Beira Baixa                          | Castelo Branco   | Covilhã                    | Tortosendo |
| Covilhã                             | Linha da Beira Baixa                          | Castelo Branco   | Covilhã                    | Covilhã e Canhoso                                                                                                |
| Caria                               | Linha da Beira Baixa                          | Castelo Branco   | Belmonte                   | Caria |
| Belmonte - Manteigas                | Linha da Beira Baixa                          | Castelo Branco   | Belmonte                   | Belmonte e Colmeal da Torre                                                                                      |
| Maçainhas                           | Linha da Beira Baixa                          | Castelo Branco   | Belmonte                   | Maçainhas |
| Benespera                           | Linha da Beira Baixa                          | Guarda           | Guarda                     | Benespera |
| Sabugal                             | Linha da Beira Baixa                          | Guarda           | Guarda                     | Panóias de Cima                                                                                                  |
| Marvila                             | Linha de Cintura                              | Lisboa           | Lisboa                     | Marvila |
| Roma - Areeiro                      | Linha de Cintura                              | Lisboa           | Lisboa                     | Alvalade |
| Entrecampos                         | Linha de Cintura                              | Lisboa           | Lisboa                     | Avenidas Novas Alvalade                                                                                          |
| Sete Rios                           | Linha de Cintura                              | Lisboa           | Lisboa                     | São Domingos de Benfica Campolide                                                                                |
| Lisboa - Rossio                     | Linha de Sintra                               | Lisboa           | Lisboa                     | Santa Maria Maior                                                                                                |
| Campolide                           | Linha de Sintra Linha de Cintura Linha do Sul | Lisboa           | Lisboa                     | Campolide |
| Alcântara - Terra                   | Linha de Cintura                              | Lisboa           | Lisboa                     | Estrela |
| Benfica                             | Linha de Sintra                               | Lisboa           | Lisboa                     | Benfica |
| Santa Cruz - Damaia                 | Linha de Sintra                               | Lisboa           | Amadora                    | Águas Livres |
| Reboleira                           | Linha de Sintra                               | Lisboa           | Amadora                    | Águas Livres Falagueira - Venda Nova                                                                             |
| Amadora                             | Linha de Sintra                               | Lisboa           | Amadora                    | Venteira Mina de Água                                                                                            |
| Queluz - Belas                      | Linha de Sintra                               | Lisboa           | Sintra                     | Queluz e Belas                                                                                                   |
| Monte Abraão                        | Linha de Sintra                               | Lisboa           | Sintra                     | Massamá e Monte Abraão Queluz e Belas                                                                            |
| Massamá - Barcarena                 | Linha de Sintra                               | Lisboa           | Sintra Oeiras              | Massamá e Monte Abraão Barcarena                                                                                 |
| Agualva - Cacém                     | Linha de Sintra Linha do Oeste                | Lisboa           | Sintra                     | Agualva e Mira-Sintra                                                                                            |
| Rio de Mouro                        | Linha de Sintra                               | Lisboa           | Sintra                     | Rio de Mouro |
| Mercês                              | Linha de Sintra                               | Lisboa           | Sintra                     | Algueirão - Mem Martins                                                                                          |
| Algueirão - Mem Martins             | Linha de Sintra                               | Lisboa           | Sintra                     | Algueirão - Mem Martins                                                                                          |
| Portela de Sintra                   | Linha de Sintra                               | Lisboa           | Sintra                     | Sintra (Santa Maria e São Miguel, São Martinho, e São Pedro de Penaferrim)                                       |
| Sintra                              | Linha de Sintra                               | Lisboa           | Sintra                     | Sintra (Santa Maria e São Miguel, São Martinho, e São Pedro de Penaferrim)                                       |
| Cais do Sodré                       | Linha de Cascais                              | Lisboa           | Lisboa                     | Misericórdia |
| Santos                              | Linha de Cascais                              | Lisboa           | Lisboa                     | Estrela |
| Alcântara - Mar                     | Linha de Cascais                              | Lisboa           | Lisboa                     | Estrela |
| Belém                               | Linha de Cascais                              | Lisboa           | Lisboa                     | Belém |
| Algés                               | Linha de Cascais                              | Lisboa           | Oeiras                     | Algés, Linda-a-Velha e Cruz Quebrada - Dafundo                                                                   |
| Cruz Quebrada                       | Linha de Cascais                              | Lisboa           | Oeiras                     | Algés, Linda-a-Velha e Cruz Quebrada - Dafundo                                                                   |
| Caxias                              | Linha de Cascais                              | Lisboa           | Oeiras                     | Oeiras e São Julião da Barra, Paço de Arcos, e Caxias                                                            |
| Paço de Arcos                       | Linha de Cascais                              | Lisboa           | Oeiras                     | Oeiras e São Julião da Barra, Paço de Arcos, e Caxias                                                            |
| Santo Amaro de Oeiras               | Linha de Cascais                              | Lisboa           | Oeiras                     | Oeiras e São Julião da Barra, Paço de Arcos, e Caxias                                                            |
| Oeiras                              | Linha de Cascais                              | Lisboa           | Oeiras                     | Oeiras e São Julião da Barra, Paço de Arcos, e Caxias                                                            |
| Carcavelos                          | Linha de Cascais                              | Lisboa           | Cascais                    | Carcavelos e Parede                                                                                              |
| Parede                              | Linha de Cascais                              | Lisboa           | Cascais                    | Carcavelos e Parede                                                                                              |
| São Pedro do Estoril                | Linha de Cascais                              | Lisboa           | Cascais                    | Cascais e Estoril                                                                                                |
| São João do Estoril                 | Linha de Cascais                              | Lisboa           | Cascais                    | Cascais e Estoril                                                                                                |
| Estoril                             | Linha de Cascais                              | Lisboa           | Cascais                    | Cascais e Estoril                                                                                                |
| Monte Estoril                       | Linha de Cascais                              | Lisboa           | Cascais                    | Cascais e Estoril                                                                                                |
| Cascais                             | Linha de Cascais                              | Lisboa           | Cascais                    | Cascais e Estoril                                                                                                |
| Mira-Sintra - Meleças               | Linha do Oeste                                | Lisboa           | Sintra                     | Queluz e Belas                                                                                                   |
| Sabugo                              | Linha do Oeste                                | Lisboa           | Sintra                     | Almargem do Bispo, Pêro Pinheiro e Montelavar                                                                    |
| Pedra Furada                        | Linha do Oeste                                | Lisboa           | Sintra                     | Almargem do Bispo, Pêro Pinheiro e Montelavar                                                                    |
| Mafra                               | Linha do Oeste                                | Lisboa           | Mafra                      | Igreja Nova e Cheleiros                                                                                          |
| Malveira                            | Linha do Oeste                                | Lisboa           | Mafra                      | Malveira e São Miguel de Alcainça                                                                                |
| Jerumelo                            | Linha do Oeste                                | Lisboa           | Sobral de Monte Agraço     | Sapataria |
| Sapataria                           | Linha do Oeste                                | Lisboa           | Sobral de Monte Agraço     | Sapataria |
| Pêro Negro                          | Linha do Oeste                                | Lisboa           | Sobral de Monte Agraço     | Sapataria |
| Zibreira                            | Linha do Oeste                                | Lisboa           | Sobral de Monte Agraço     | Sobral de Monte Agraço                                                                                           |
| Feliteira                           | Linha do Oeste                                | Lisboa           | Torres Vedras              | Dois Portos e Runa                                                                                               |
| Dois Portos                         | Linha do Oeste                                | Lisboa           | Torres Vedras              | Dois Portos e Runa                                                                                               |
| Runa                                | Linha do Oeste                                | Lisboa           | Torres Vedras              | Dois Portos e Runa                                                                                               |
| Torres Vedras                       | Linha do Oeste                                | Lisboa           | Torres Vedras              | Santa Maria, São Pedro e Matacães                                                                                |
| Ramalhal                            | Linha do Oeste                                | Lisboa           | Torres Vedras              | Ramalhal |
| Outeiro                             | Linha do Oeste                                | Lisboa           | Torres Vedras              | Campelos e Outeiro da Cabeça                                                                                     |
| Bombarral                           | Linha do Oeste                                | Leiria           | Bombarral                  | Bombarral e Vale Covo                                                                                            |
| Paúl                                | Linha do Oeste                                | Leiria           | Bombarral                  | Roliça |
| São Mamede                          | Linha do Oeste                                | Leiria           | Bombarral                  | Roliça |
| Dagorda - Peniche                   | Linha do Oeste                                | Leiria           | Óbidos                     | Santa Maria, São Pedro e Sobral da Lagoa                                                                         |
| Óbidos                              | Linha do Oeste                                | Leiria           | Óbidos                     | Santa Maria, São Pedro e Sobral da Lagoa                                                                         |
| Caldas da Rainha                    | Linha do Oeste                                | Leiria           | Caldas da Rainha           | Caldas da Rainha (Nossa Senhora do Pópulo, Coto e São Gregório) Caldas da Rainha (Santo Onofre e Serra do Bouro) |
| Salir do Porto                      | Linha do Oeste                                | Leiria           | Caldas da Rainha           | Tornada e Salir do Porto                                                                                         |
| São Martinho do Porto               | Linha do Oeste                                | Leiria           | Alcobaça                   | São Martinho do Porto                                                                                            |
| Famalicão da Nazaré                 | Linha do Oeste                                | Leiria           | Nazaré                     | Famalicão |
| Valado - Nazaré - Alcobaça          | Linha do Oeste                                | Leiria           | Nazaré                     | Valado dos Frades                                                                                                |
| Pataias                             | Linha do Oeste                                | Leiria           | Alcobaça                   | Pataias e Martingança                                                                                            |
| Martingança                         | Linha do Oeste                                | Leiria           | Alcobaça                   | Pataias e Martingança                                                                                            |
| Marinha Grande                      | Linha do Oeste                                | Leiria           | Marinha Grande             | Marinha Grande                                                                                                   |
| Leiria                              | Linha do Oeste                                | Leiria           | Leiria                     | Marrazes e Barosa                                                                                                |
| Monte Real                          | Linha do Oeste                                | Leiria           | Leiria                     | Monte Redondo e Carreira Souto da Carpalhosa e Ortigosa                                                          |
| Monte Redondo                       | Linha do Oeste                                | Leiria           | Leiria                     | Monte Redondo e Carreira                                                                                         |
| Guia                                | Linha do Oeste                                | Leiria           | Pombal                     | Guia, Ilha e Mata Mourisca                                                                                       |
| Louriçal                            | Linha do Oeste                                | Leiria           | Pombal                     | Carriço |
| Reveles                             | Ramal de Alfarelos                            | Coimbra          | Montemor-o-Velho           | Abrunheira, Verride e Vila Nova da Barca                                                                         |
| Verride                             | Ramal de Alfarelos                            | Coimbra          | Montemor-o-Velho           | Abrunheira, Verride e Vila Nova da Barca                                                                         |
| Marujal                             | Ramal de Alfarelos                            | Coimbra          | Montemor-o-Velho           | Abrunheira, Verride e Vila Nova da Barca                                                                         |
| Montemor                            | Ramal de Alfarelos                            | Coimbra          | Soure                      | Alfarelos |
| Bifurcação de Lares                 | Linha do Oeste Ramal de Alfarelos             | Coimbra          | Montemor-o-Velho           | Abrunheira, Verride e Vila Nova da Barca                                                                         |
| Lares                               | Linha do Oeste                                | Coimbra          | Figueira da Foz            | Vila Verde |
| Fontela                             | Linha do Oeste                                | Coimbra          | Figueira da Foz            | Vila Verde |
| Fontela - A                         | Linha do Oeste                                | Coimbra          | Figueira da Foz            | Vila Verde |
| Figueira da Foz                     | Linha do Oeste                                | Coimbra          | Figueira da Foz            | Buarcos e São Julião                                                                                             |
| Pragal                              | Linha do Sul                                  | Setúbal          | Almada                     | Almada, Cova da Piedade, Pragal e Cacilhas                                                                       |
| Corroios                            | Linha do Sul                                  | Setúbal          | Seixal                     | Corroios |
| Foros de Amora                      | Linha do Sul                                  | Setúbal          | Seixal                     | Amora |
| Fogueteiro                          | Linha do Sul                                  | Setúbal          | Seixal                     | Seixal, Arrentela e Aldeia de Paio Pires                                                                         |
| Coina                               | Linha do Sul                                  | Setúbal          | Seixal Barreiro            | Seixal, Arrentela e Aldeia de Paio Pires Palhais e Coina                                                         |
| Penalva                             | Linha do Sul                                  | Setúbal          | Palmela                    | Quinta do Anjo                                                                                                   |
| Barreiro                            | Linha do Alentejo                             | Setúbal          | Barreiro                   | Barreiro e Lavradio                                                                                              |
| Barreiro - A                        | Linha do Alentejo                             | Setúbal          | Barreiro                   | Barreiro e Lavradio                                                                                              |
| Lavradio                            | Linha do Alentejo                             | Setúbal          | Barreiro                   | Barreiro e Lavradio Alto do Seixalinho, Santo André e Verderena                                                  |
| Baixa da Banheira                   | Linha do Alentejo                             | Setúbal          | Moita                      | Baixa da Banheira e Vale da Amoreira                                                                             |
| Alhos Vedros                        | Linha do Alentejo                             | Setúbal          | Moita                      | Alhos Vedros |
| Moita                               | Linha do Alentejo                             | Setúbal          | Moita                      | Moita |
| Penteado                            | Linha do Alentejo                             | Setúbal          | Moita                      | Moita |
| Pinhal Novo                         | Linha do Sul Linha do Alentejo                | Setúbal          | Palmela                    | Pinhal Novo |
| Venda do Alcaide                    | Linha do Sul                                  | Setúbal          | Palmela                    | Palmela |
| Palmela - A                         | Linha do Sul                                  | Setúbal          | Palmela                    | Palmela |
| Setúbal                             | Linha do Sul                                  | Setúbal          | Setúbal                    | Setúbal (São Julião, Nossa Senhora da Anunciada e Santa Maria da Graça) São Sebastião                            |
| Praça do Quebedo                    | Linha do Sul                                  | Setúbal          | Setúbal                    | Setúbal (São Julião, Nossa Senhora da Anunciada e Santa Maria da Graça) São Sebastião                            |
| Praias do Sado - A                  | Linha do Sul                                  | Setúbal          | Setúbal                    | Sado São Sebastião                                                                                               |
| Poceirão                            | Linha do Alentejo                             | Setúbal          | Palmela                    | Poceirão e Marateca                                                                                              |
| Fernando Pó                         | Linha do Alentejo                             | Setúbal          | Palmela                    | Poceirão e Marateca                                                                                              |
| Pegões                              | Linha do Alentejo                             | Setúbal          | Montijo Palmela            | Pegões Poceirão e Marateca                                                                                       |
| São João das Craveiras              | Linha do Alentejo                             | Setúbal          | Montijo                    | Pegões |
| Vendas Novas                        | Linha do Alentejo                             | Évora            | Vendas Novas               | Vendas Novas |
| Casa Branca                         | Linha do Alentejo Linha de Évora              | Évora            | Montemor-o-Novo            | Santiago do Escoural                                                                                             |
| Évora                               | Linha de Évora                                | Évora            | Évora                      | Malagueira e Horta das Figueiras                                                                                 |
| Alcáçovas                           | Linha do Alentejo                             | Évora            | Évora                      | Nossa Senhora da Tourega e Nossa Senhora de Guadalupe                                                            |
| Vila Nova da Baronia                | Linha do Alentejo                             | Beja             | Alvito                     | Vila Nova da Baronia                                                                                             |
| Alvito                              | Linha do Alentejo                             | Beja             | Alvito                     | Alvito |
| Cuba                                | Linha do Alentejo                             | Beja             | Cuba                       | Cuba |
| Beja                                | Linha do Alentejo                             | Beja             | Beja                       | Beja (Salvador e Santa Maria da Feira)                                                                           |
| Grândola                            | Linha do Sul                                  | Setúbal          | Grândola                   | Grândola e Santa Margarida da Serra                                                                              |
| Ermidas-Sado                        | Linha do Sul                                  | Setúbal          | Santiago do Cacém          | Ermidas-Sado |
| Funcheira                           | Linha do Sul                                  | Beja             | Ourique                    | Garvão e Santa Luzia                                                                                             |
| Amoreiras - Odemira                 | Linha do Sul                                  | Beja             | Odemira                    | São Martinho das Amoreiras                                                                                       |
| Santa Clara - Sabóia                | Linha do Sul                                  | Beja             | Odemira                    | Santa Clara-a-Velha                                                                                              |
| Messines - Alte                     | Linha do Sul                                  | Faro             | Silves                     | São Bartolomeu de Messines                                                                                       |
| Lagos                               | Linha do Algarve                              | Faro             | Lagos                      | São Gonçalo de Lagos                                                                                             |
| Meia Praia                          | Linha do Algarve                              | Faro             | Lagos                      | São Gonçalo de Lagos                                                                                             |
| Mexilhoeira Grande                  | Linha do Algarve                              | Faro             | Portimão                   | Mexilhoeira Grande                                                                                               |
| Portimão                            | Linha do Algarve                              | Faro             | Portimão                   | Portimão |
| Ferragudo                           | Linha do Algarve                              | Faro             | Lagoa                      | Estômbar e Parchal                                                                                               |
| Estômbar - Lagoa                    | Linha do Algarve                              | Faro             | Lagoa                      | Estômbar e Parchal                                                                                               |
| Silves                              | Linha do Algarve                              | Faro             | Silves                     | Silves |
| Poço Barreto                        | Linha do Algarve                              | Faro             | Silves                     | Silves |
| Alcantarilha                        | Linha do Algarve                              | Faro             | Silves                     | Alcantarilha e Pêra                                                                                              |
| Algoz                               | Linha do Algarve                              | Faro             | Silves                     | Algoz e Tunes |
| Tunes                               | Linha do Algarve Linha do Sul                 | Faro             | Silves                     | Algoz e Tunes |
| Albufeira - Ferreiras               | Linha do Algarve                              | Faro             | Albufeira                  | Ferreiras |
| Boliqueime                          | Linha do Algarve                              | Faro             | Loulé                      | Boliqueime |
| Loulé                               | Linha do Algarve                              | Faro             | Loulé                      | São Sebastião |
| Almancil                            | Linha do Algarve                              | Faro             | Loulé                      | Almancil |
| Parque das Cidades                  | Linha do Algarve                              | Faro             | Loulé                      | Almancil |
| Faro                                | Linha do Algarve                              | Faro             | Faro                       | Faro (Sé e São Pedro)                                                                                            |
| Bom João                            | Linha do Algarve                              | Faro             | Faro                       | Faro (Sé e São Pedro)                                                                                            |
| Olhão                               | Linha do Algarve                              | Faro             | Olhão                      | Olhão |
| Fuzeta - A                          | Linha do Algarve                              | Faro             | Olhão                      | Moncarapacho e Fuseta                                                                                            |
| Fuzeta - Moncarapacho               | Linha do Algarve                              | Faro             | Olhão                      | Moncarapacho e Fuseta                                                                                            |
| Livramento                          | Linha do Algarve                              | Faro             | Tavira                     | Luz de Tavira e Santo Estêvão                                                                                    |
| Luz                                 | Linha do Algarve                              | Faro             | Tavira                     | Luz de Tavira e Santo Estêvão                                                                                    |
| Tavira                              | Linha do Algarve                              | Faro             | Tavira                     | Tavira (Santa Maria e Santiago)                                                                                  |
| Porta Nova                          | Linha do Algarve                              | Faro             | Tavira                     | Tavira (Santa Maria e Santiago)                                                                                  |
| Conceição                           | Linha do Algarve                              | Faro             | Tavira                     | Conceição e Cabanas de Tavira                                                                                    |
| Cacela                              | Linha do Algarve                              | Faro             | Vila Real de Santo António | Vila Nova de Cacela                                                                                              |
| Castro Marim                        | Linha do Algarve                              | Faro             | Castro Marim               | Castro Marim |
| Monte Gordo                         | Linha do Algarve                              | Faro             | Vila Real de Santo António | Monte Gordo |
| Vila Real de Santo António          | Linha do Algarve                              | Faro             | Vila Real de Santo António | Vila Real de Santo António                                                                                       |

### Classificação
A I.P., herdando do seu antecessor INTF, classifica as suas interfaces ferroviárias e demais dependências da rede com as seguintes designações e respetivas abreviaturas:
| - E estação - EC estação de concentração - ES estação-satélite - AC apeadeiro-cantão - A apeadeiro | - B bifurcação - RE ramal de estação - RPV ramal de plena via |

 Até pelo menos 1985 existia também a classificação de apeadeiro-desvio, e até pelo menos 1984 figurava nos horários a de paragem («par.») — classificação informal “abaixo” da de apeadeiro.

### Tipologia
A I.P., herdando da sua antecessora Refer, classifica linearmente as suas interfaces ferroviárias em cinco níveis “tipológicos”, do mais pesado e oneroso para o menos: de "A" a "E".